# Муртерско море
Муртерско море је мало море у оквиру Јадрана. Налази се у Хрватској, западно од Шибеника и јужно од Биограда. Смештено је између острва Жут, Корнат, Смоквица Вела, Чавлин и Муртер. Захвата површину од око 210 км². Пашманским и Задарским каналом повезано је са Вирским морем, а преко Самоградских врата излази на Јадран. Име је добило према острву Муртер.